# Yves Allégret
Pour les articles homonymes, voir Allégret.
Yves Allégret est un réalisateur français, né le 13 octobre 1905 à Asnières-sur-Seine (actuellement dans les Hauts-de-Seine) et mort le 31 janvier 1987 à Jouars-Pontchartrain (Yvelines). Il a parfois tourné sous le pseudonyme d’Yves Champlain.

## Biographie

### Origines
Yves Édouard Allégret naît le 13 octobre 1905 au no 25 de la rue d'Anjou à Asnières-sur-Seine,,, commune alors dans le département de la Seine, d'Élie Jean Baptiste Allégret, 40 ans, pasteur missionnaire au Congo français, et de Suzanne Ehrhardt, 36 ans, sans profession, son épouse.

### Carrière
Frère cadet du cinéaste Marc Allégret, Yves Allégret débute en 1930 comme assistant réalisateur aux côtés de son frère, puis occupe différents postes avec d'autres réalisateurs, parmi lesquels figure Jean Renoir. Parallèlement à cette formation à pied d'œuvre, il réalise ses premiers courts-métrages et fait partie du Groupe Octobre.
Au début de la seconde guerre mondiale en septembre 1939, il est mobilisé. En 1941, il tourne en zone libre son premier long métrage Tobie est un ange, mais le négatif est partiellement détruit lors d'un incendie. Il se fait remarquer ensuite avec des films d'une grande noirceur poétique comme Dédée d'Anvers ou Manèges écrits par Jacques Sigurd, avec Simone Signoret dans le premier rôle féminin, son épouse à cette époque.

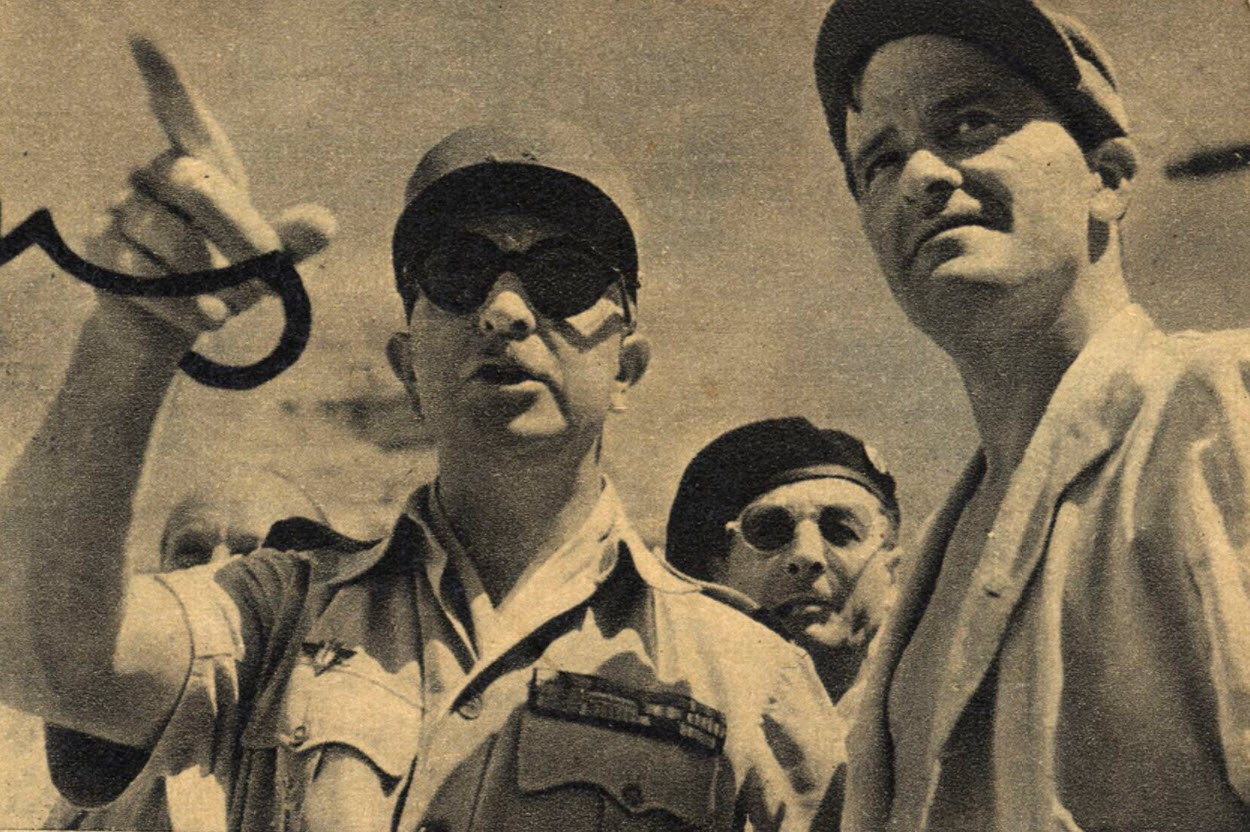
Le général Michel Malaguti donnant des conseils au réalisateur Yves Allegret (à droite) lors du tournage des Démons de l'aube.

En 1957, Alain Delon interprète son tout premier rôle dans son long métrage, Quand la femme s'en mêle.

### Vie privée
Le 18 mars 1929 à Paris 7e, Yves Allégret épouse Renée Louise Marguerite Naville (née à Paris 7e en 1909, morte à Bonneville en 2000), de laquelle il divorce le 19 mai 1947 et dont il a un fils né en 1936 — Gilles Allégret— qui, sous le pseudonyme de « Gilles Gallion », entame une carrière d'acteur (Mam'zelle Nitouche mis en scène par son père et Les Grandes Manœuvres de René Clair), avant de disparaître brutalement en juillet 1955 dans un accident de voiture.
De 1948 à 1951, Yves Allégret est marié à Simone Signoret. Ils ont une fille, Catherine Allégret, née en 1946.
À partir de 1951, sa troisième et dernière épouse Michèle Cordoue, joue dans plusieurs de ses films, parmi lesquels, Les Orgueilleux. Ils n'ont pas eu d'enfants ensemble.

### Mort
Yves Allégret meurt d'une crise cardiaque le 31 janvier 1987 à Jouars-Pontchartrain, dans les Yvelines. Son corps est crématisé et ses cendres confiées à la famille.
Sa dernière épouse Michèle Cordoue meurt moins de quatre mois après lui. Certaines sources estiment qu'ils reposent tous deux au cimetière de Jouars-Pontchartrain (dans les Yvelines), où ils ont résidé mais la localisation effective du lieu de leur inhumation n'est pas attestée.

## Filmographie

### Assistant réalisateur
- 1931 : Mam'zelle Nitouche de Marc Allégret
- 1932 : Fantômas de Paul Fejos
- 1932 : Fanny de Marc Allégret
- 1934 : Lac aux dames de Marc Allégret
- 1935 : Les Beaux Jours de Marc Allégret
- 1936 : Partie de campagne de Jean Renoir

### Réalisateur
- 1932 : Ténérife (court métrage documentaire) coréalisé avec Éli Lotar
- 1932 : Prix et Profits, également connu sous le titre La Pomme de terre (court métrage documentaire)
- 1934 : Jeunes filles de France (court métrage documentaire) coréalisé avec Marc Allégret
- 1937 : Le Gagnant (moyen métrage)
- 1941 : Tobie est un ange
- 1943 : Les Deux Timides
- 1945 : La Boîte aux rêves
- 1946 : Les Démons de l'aube
- 1948 : Dédée d'Anvers
- 1949 : Une si jolie petite plage
- 1950 : Manèges
- 1951 : Les miracles n'ont lieu qu'une fois
- 1952 : Nez de cuir
- 1952 : Les Sept Péchés capitaux, épisode La Luxure
- 1952 : La Jeune Folle
- 1953 : Les Orgueilleux
- 1954 : Mam'zelle Nitouche
- 1955 : Oasis
- 1956 : La Meilleure Part
- 1957 : Quand la femme s'en mêle
- 1957 : Méfiez-vous fillettes
- 1958 : La Fille de Hambourg
- 1959 : L'Ambitieuse
- 1960 : Chien de pique
- 1962 : Konga Yo, également connu sous le titre Terreur sur la savane ou Les Aventuriers du Kasaï
- 1963 : Germinal
- 1967 : Johnny Banco
- 1970 : L'Invasion
- 1973 : Graine d'ortie (série télévisée)
- 1975 : Mords pas, on t'aime
- 1976 : Orzowei, il figlio della savana (série télévisée)
- 1979 : Les Enquêtes du commissaire Maigret (série télévisée), épisode Le Fou de Bergerac
- 1979 : Les Enquêtes du commissaire Maigret, épisode Maigret et l'Indicateur
- 1981 : Les Enquêtes du commissaire Maigret, épisode Le Pendu de Saint-Pholien
- 1981 : Les Enquêtes du commissaire Maigret, épisode Une confidence de Maigret

### Chef costumier
- 1933 : Ciboulette de Claude Autant-Lara

## Théâtre
- 1957 : La Guerre du sucre de Robert Collon[9], mise en scène Yves Allégret, théâtre des Bouffes-Parisiens